# Банари
 Тази статия е за селото в България.  За селото в Сардиния вижте Банари (Италия).  
Банари е село в община Дряново, област Габрово.

## География
Селото е разположено в Централна Северна България, Югоизточно от град Дряново – 7 км в близост до пътя Дряново – Трявна през село Големи Българени. В близост е и село Царева Ливада – 4 км, където се намира ЖП-гара с преминаващи влакове по направлението Горна Оряховица – Стара Загора и Царева ливада – Габрово.

## История
Според местните легенди село Банари е основано в края на XIV в от жители на старата българска столица Велико Търново напуснали я след падането и под османско владичество и потърсили спасение от гоненията в планините. 
За заселването на селото има друга версия:
Исвестно е, че село Банари, наред със други села (Глушка, Големи Българени, Билкини, Раданче) е масово заселено от преселници от Дунавската равнина.
В района има многобройни малки селца от подобен тип като село Банари е едно от най-малките сред тях. В селото има 6 къщи и към 2024 г. няма постоянно население.